# Футболист года в Северной Македонии

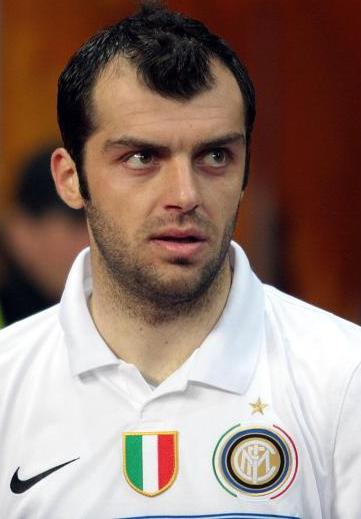
Горан Пандев — шестикратный обладатель награды

Македонский футболист года — ежегодное награждение лучших профессиональных футболистов Северной Македонии, проводится с 2004 года (премия не вручалась в 2005 году) под эгидой Футбольной федерации Северной Македонии. Четыре раза награждался отдельно лучший игрок чемпионата Северной Македонии и лучший македонец, выступающий за рубежом. Наибольшее число раз (6) награду получал Горан Пандев.
| Год  | Игрок                                  | Клуб               | Прим.                                        |
| ---- | -------------------------------------- | ------------------ | -------------------------------------------- |
| 2004 | Александар Васоский Горан Пандев       | Вардар Лацио       | Чемпионат Македонии Зарубежные лиги          |
| 2006 | Артим Положани Горан Пандев            | Шкендия Лацио      | Чемпионат Македонии Зарубежные лиги          |
| 2007 | Горан Пандев                           | Лацио              |                                              |
| 2008 | Горан Пандев                           | Лацио              |                                              |
| 2009 | Горан Пандев                           | Лацио              |                                              |
| 2010 | Горан Пандев                           | Интернационале     |                                              |
| 2011 | Ферхан Хасани Иван Тричковский         | Шкендия АПОЭЛ      | Чемпионат Македонии Зарубежные лиги          |
| 2012 | Агим Ибраими                           | Марибор            |                                              |
| 2013 | Деян Блажевский Николче Новеский       | Горизонт Майнц 05  | Чемпионат Македонии Зарубежные лиги          |
| 2014 | Борче Маневский Агим Ибраими           | Работнички Марибор | Чемпионат Македонии Зарубежные лиги          |
| 2015 | Филип Гачевский Александар Трайковский | Вардар Палермо     | Чемпионат Македонии Зарубежные лиги          |
| 2016 | Бесарт Ибраими Илия Несторовский       | Шкендия Палермо    | Чемпионат Македонии Зарубежные лиги          |
| 2017 | Стефан Спировский Энис Барди           | Вардар Леванте     | Чемпионат Македонии Зарубежные лиги          |
| 2018 | Бесарт Ибраими Энис Барди              | Шкендия Леванте    | Чемпионат Македонии Зарубежные лиги          |
| 2019 | Висар Муслиу Элиф Элмас                | Шкендия Наполи     | Чемпионат Северной Македонии Зарубежные лиги |